# Ван Чжэнь (легкоатлет)
Ван Чжэнь (кит. упр. 王镇, пиньинь Wáng Zhèn, род. 24 августа 1991) — китайский легкоатлет, выступающий в спортивной ходьбе, чемпион Олимпийских игр 2016 года, бронзовый призёр Олимпийских игр 2012 года, серебряный призёр чемпионата мира 2015 года.
Ван Чжэнь родился в 1991 году в районе Бэйлинь городского округа Суйхуа провинции Хэйлунцзян. В 2010 году вошёл в национальную сборную.
На чемпионате мира 2013 года в Москве был одним из лидеров на дистанции 20 км, но был снят судьями за три предупреждения. В 2015 году на чемпионате мира в Пекине выиграл серебро на дистанции 20 км.